# Cataglyphis gadeai
Cataglyphis gadeai is een mierensoort uit de onderfamilie van de schubmieren (Formicinae). De wetenschappelijke naam van de soort is voor het eerst geldig gepubliceerd in 2003 door De Haro & Collingwood.